# Hans Busch (Staatssekretär)
Hans Busch (* 8. November 1896 in Lutzerath; † 22. Juli 1972) war ein deutscher Beamter und sowohl Staatssekretär im Bundesarbeitsministerium als auch im Bundesministerium für den wirtschaftlichen Besitz des Bundes.

## Leben
Nach dem Abitur studierte Busch Rechtswissenschaften und wurde nach Bestehen der beiden Juristischen Staatsexamen sowie Promotion zum Doktor der Rechte 1925 Beamter im Landratsamt im Kreis Moers.
1931 wurde er zunächst Mitarbeiter im Preußischen Ministerium für Volkswohlfahrt und wechselte nach dessen Auflösung 1932 in das Preußische Innenministerium. Im Anschluss war er zuerst von 1934 bis 1937 Beamter im Reichsministerium des Innern und danach bis zum Ende des Zweiten Weltkrieges 1945 im Regierungspräsidium Düsseldorf, wobei er allerdings zwischen 1939 und 1945 seinen Militärdienst in der Wehrmacht leistete.
Nach dem Ende des Zweiten Weltkrieges war er zuerst Beamter beim Oberpräsidenten der Rheinprovinz, ehe er zwischen 1946 und 1950 Beigeordneter für Sozialverwaltung und Jugendpflege der Stadt Köln war. Danach wurde er 1951 Beamter im Kultusministerium des Landes Nordrhein-Westfalen und war in diesem zuletzt zwischen 1953 und März 1957 Staatssekretär.
Im März 1957 wurde er zunächst zum beamteten Staatssekretär im Bundesarbeitsministerium berufen, wechselte allerdings bereits im November 1957 als beamteter Staatssekretär in das Bundesministerium für den wirtschaftlichen Besitz des Bundes und behielt diese Funktion bis zu seinem Eintritt in den Ruhestand 1961. Er war damit nicht nur einer der engsten Mitarbeiter der damaligen Bundesminister Hermann Lindrath und Hans Wilhelmi, sondern unter anderem auch Vorsitzender der Aufsichtsräte der Volkswagen AG sowie der Salzgitter AG.
Er war seit 1919 Mitglied der katholischen Studentenverbindung KDStV Bavaria Bonn.